# VfR Ohligs
VfR Ohligs was een Duitse voetbalclub uit Ohligs, een ortsteil van Solingen, Noordrijn-Westfalen.

## Geschiedenis
De club werd opgericht in 1907 als Ballspiel-Verein Einigkeit Ohligs toen Ohligs nog een zelfstandige gemeente was. In 1919 werd de naam VfR Ohligs aangenomen. De club was aangesloten bij de West-Duitse voetbalbond en promoveerde in 1920/21 naar de hoogste klasse van de Bergisch-Markse competitie. De club werd voorlaatste, maar omdat de competitie werd teruggebracht van vier reeksen naar één reeks degradeerde de club. In 1930 promoveerde de club weerd. Na een middelmatig eerste seizoen werd de club derde in 1931/32 in groep III. Het volgende seizoen waren er nog maar twee reeksen en nu eindigde de club samen met TuRU 1880 Düsseldorf op de tweede plaats. Na dit seizoen werd de competitie echter ontbonden door de NSDAP en werd de Gauliga ingevoerd, waar de club zich niet voor plaatste.
In 1937 nam de club voor het eerst deel aan de eindronde om te promoveren naar de Gauliga Niederrhein, maar moest BV Altenessen en Union Hamborn 02 voor laten gaan. Een jaar later was het Rot-Weiss Essen dat de weg versperde voor de club. Derde keer goede keer en in 1940 promoveerde de club. Ohligs werd afgetekend laatste en kreeg geregeld een pak slaag (1:10 tegen Fortuna Düsseldorf en 0:13 tegen Schwarz-Weiß Essen. In 1942 nam de club opnieuw deel aan de eindronde om promotie, maar verloor die nu aan BV Union 05 Krefeld. 
In 1949 fuseerde de club met VfL Ohligs en Ohligser FC tot SC Union Ohligs.